# كوكو فيدليس
كوكو فيدليس (بالإنجليزية: Kuku Fidelis)‏ هو لاعب كرة قدم نيجيري، ولد في 10 مارس 1999 في كادونا في نيجيريا.

## وصلات خارجية
- كوكو فيدليس على موقع قاعدة بيانات كرة القدم.إي يو (الإنجليزية)
- كوكو فيدليس على موقع Soccerway.com (الإنجليزية)